# 云中郡 (唐朝)
云中郡，唐朝时设置的郡，屬云州管轄。曾在永淳元年（682年）被後突厥可汗默啜所佔領，郡內的民眾都被遷徙到朔州。開元十八年（730年）復置。天宝元年（742年），云州改为云中郡，辖境同云州。乾元元年（758年），再改为云州。仅领一县：云中县（今山西省大同市）。
唐朝云中郡太守
- 安禄山（751年）
- 程千里（755年）
- 李光弼（756年）
- 郭子仪（756年）
- 高秀岩（757年）